# The Complete Studio Recordings (бокс-сет ABBA)
| Оценки критиков               | Оценки критиков |
| Источник                      | Оценка          |
| ----------------------------- | --------------- |
| AllMusic                      | [ 1 ]           |
| Encyclopedia of Popular Music | [ 2 ]           |
| The Guardian                  | [ 3 ]           |

The Complete Studio Recordings — бокс-сет, включающий все студийные записи шведской музыкальной группы ABBA, вышедший в 2005 году.

## Об альбоме
Сборник был выпущен 7 ноября 2005 года на лейбле Universal Music Group. Он состоит из 9 CD и 2 DVD. На DVD впервые издан концерт, состоявшийся в одной из студий шведского телевидения в апреле 1981 года и получивший название Dick Cavett Meets ABBA.
Бокс-сет вышел ограниченным тиражом в 25 тыс. экземпляров. Оформление компакт-дисков делало их похожими на чёрные виниловые диски. Восемь студийных альбомов группы упакованы с сохранением оригинального оформления. Помимо дисков, в состав бокс-сета вошли книги с текстами и иллюстрированной историей группы. Состав композиций альбомов дополнен бонус-треками, чаще всего — пересведёнными композициями или их версиями на других языках. Девятый диск содержит исключительно редкие и ранее неизданные записи песен.
На DVD представлены документальный фильм The History и промо-видео. Помимо этого, отдельным диском выпущена запись выступления группы на шоу Дика Каветта.
В 2006 году в Дании была издана упрощённая версия бок-сета, содержавшая девять компакт-дисков и буклет с ключевыми датами биографии ABBA.

## Критические отзывы
По мнению Брюса Эдера (AllMusic), оценившего альбом на четыре с половиной звезды из пяти, «содержимое бокс-сета делает его особенным и уникальным, хотя остаётся вопрос о том, все ли эти особенности являются позитивными; всё зависит от того, насколько чувствительным, искушённым или одержимым окажется конечный слушатель».
Алексис Петридис из The Guardian ограничился более скромной оценкой — три звезды из пяти. Он назвал выход бокс-сета с записями группы, чьи лучшие времена далеко позади, не более уместным, чем «Кен Бёрнс, снимающий десятисерийный документальный фильм для PBS о The Cheeky Girls».

## Список композиций

### CD1:Ring Ring
1. «Ring Ring»
2. «Another Town, Another Train»
3. «Disillusion»
4. «People Need Love»
5. «I Saw It In The Mirror»
6. «Nina, Pretty Ballerina»
7. «Love Isn't Easy (But It Sure Is Hard Enough)»
8. «Me And Bobby And Bobby’s Brother»
9. «He Is Your Brother»
10. «She's My Kind of Girl»
11. «I Am Just a Girl»
12. «Rock'n Roll Band»

Дополнительные песни :
1. «Ring ring (bara du slog en signal)» (на шведском яз.)
2. «Åh, vilka tider»
3. «Merry-Go-Round»
4. «Santa Rosa»
5. «Ring Ring» (на испанском яз.)
6. «Wer im Wartesaal der Liebe Steht» (немецкоязычная «Another Town, Another Train»)
7. «Ring Ring» (на немецком яз.)

### CD2:Waterloo
1. «Waterloo»
2. Sitting In The Palmtree
3. «King Kong Song»
4. «Hasta Manana»
5. «My Mama Said»
6. «Dance (While The Music Still Goes On)»
7. «Honey, Honey»
8. «Watch Out»
9. «What About Livingstone»
10. «Gonna Sing You My Lovesong»
11. «Suzy-Hang-Around»

Дополнительные песни:
1. «Ring Ring» (US Remix 1974)
2. «Waterloo» (на шведском яз.)
3. «Honey, Honey» (на шведском яз.)
4. «Waterloo» (на немецком яз.)
5. «Hasta Manana» (на испанском яз.)
6. «Ring Ring» (1974 Remix, Single Version)
7. «Waterloo» (на французском яз.)

### CD3:ABBA
1. «Mamma Mia»
2. «Hey, Hey Helen»
3. «Tropical Loveland»
4. «SOS»
5. «Man In The Middle»
6. «Bang-A-Boomerang»
7. «I Do, I Do, I Do, I Do, I Do»
8. «Rock Me»
9. «Intermezzo No. 1»
10. «I’ve Been Waiting for You»
11. «So Long»

Дополнительные песни:
1. «Crazy World»
2. Medley: «Pick a Bale of Cotton» — «On Top of Old Smokey» — «Midnight Special» (1978 mix)
3. «Mamma Mia» (на испанском яз.)

### CD4:Arrival
1. «When I Kissed the Teacher»
2. «Dancing Queen»
3. «My Love, My Life»
4. «Dum Dum Diddle»
5. «Knowing Me, Knowing You»
6. «Money, Money, Money»
7. «That's Me»
8. «Why Did It Have To Be Me»
9. «Tiger»
10. «Arrival»

Дополнительные песни:
1. «Fernando»
2. «Happy Hawaii»
3. «La Reina Del Baile» (испаноязычная «Dancing Queen»)
4. «Conociendome, Conociendote» (испаноязычная «Knowing Me, Knowing You»)
5. «Fernando» (на испанском яз.)

### CD5:The Album
1. «Eagle»
2. «Take a Chance on Me»
3. «One Man, One Woman»
4. «The Name of the Game»
5. «Move On»
6. «Hole In Your Soul»

- «The Girl with the Golden Hair» — 3 песни из мини-мюзикла —

1. «Thank You for the Music»
2. «I Wonder (Departure)»
3. «I’m a Marionette»

Дополнительные песни:
1. «Al Andar» (испаноязычная Move On)
2. «Gracias Por La Musica» (испаноязычная Thank You For The Music)

### CD6:Voulez-Vous
1. «As Good as New»
2. «Voulez-Vous»
3. «I Have a Dream»
4. «Angeleyes»
5. «The King Has Lost His Crown»
6. «Does Your Mother Know»
7. «If It Wasn’t For The Nights»
8. «Chiquitita»
9. «Lovers (Live A Little Longer)»
10. «Kisses Of Fire»

Дополнительные песни:
1. «Summer Night City»
2. «Lovelight»
3. «Gimme! Gimme! Gimme! (A Man After Midnight)»
4. «Estoy Sonando» (испаноязычная I Have A Dream)
5. «Chiquitita» (на испанском яз.)
6. «Dame! Dame! Dame!» (испаноязычная Gimme! Gimme! Gimme! [A Man After Midnight])

### CD7:Super Trouper
1. «Super Trouper»
2. «The Winner Takes It All»
3. «On and On and On»
4. «Andante, Andante»
5. «Me and I»
6. «Happy New Year»
7. «Our Last Summer»
8. «The Piper»
9. «Lay All Your Love on Me»
10. «The Way Old Friends Do»

Дополнительные песни:
1. «Elaine»
2. «Andante, Andante» (на испанском яз.)
3. «Felicidad» (испаноязычная Happy New Year)

### CD8:The Visitors
1. «The Visitors»
2. «Head over Heels»
3. «When All Is Said and Done»
4. «Soldiers»
5. «I Let The Music Speak»
6. «One of Us»
7. «Two for the Price of One»
8. «Slipping Through My Fingers»
9. «Like An Angel Passing Through My Room»

Дополнительные песни:
1. «Should I Laugh Or Cry» (версия со вступлением)
2. «No hay a quien culpar» (испаноязычная When All Is Said And Done)
3. Se me esta escapando (испаноязычная Slipping Through My Fingers)
4. «The Day Before You Came»
5. «Cassandra»
6. «Under Attack»
7. «You Owe Me One»

### CD9: Rarities
1. «Waterloo» (Alternate Mix, briefly available as a single A-side in Sweden)
2. Medley: Pick A Bale Of Cotton/On Top Of Old Smokey/Midnight Special (original German charity album mix, released in 1975)
3. Thank You For The Music (Doris Day Version)
4. Summer Night City (Full Length Version, first released in 1994)
5. Lovelight (Alternate Mix, first released in 1993)
6. «Dream World» (outtake from Voulez-Vous sessions, first released in 1994)
7. Voulez-Vous (Extended Remix, 1979 US promo)
8. On And On And On (Full Length Version, issued as video soundtrack in 1980)
9. «Put On Your White Sombrero» (outtake from Super Trouper sessions, first released in 1994)
10. «I Am the City» (outtake from 1982 album sessions, first released in 1993)
11. ABBA Undeleted (medley of outtakes, first released in 1994): Scaramouche / Summer Night City / Take A Chance On Me / Baby / Just A Notion / Rikky Rock ’n’ Roller / Burning My Bridges / Fernando / Here Comes Rubie Jamie / Hamlet III Parts 1&2 / Free As A Bumble Bee / Rubber Ball Man / Crying Over You / «Just Like That» / Givin’ A Little Bit More

### DVD1: Видео
1. Waterloo
2. Ring Ring
3. Mamma Mia
4. SOS
5. Bang-A-Boomerang
6. I Do, I Do, I Do, I Do, I Do
7. Fernando
8. Dancing Queen
9. Money, Money, Money
10. Knowing Me, Knowing You
11. That’s Me
12. The Name Of The Game
13. Take A Chance On Me
14. Eagle
15. One Man, One Woman
16. Thank You For The Music
17. Summer Night City
18. Chiquitita
19. Does Your Mother Know
20. Voulez-Vous
21. Gimme! Gimme! Gimme! (A Man After Midnight)
22. I Have A Dream
23. On And On And On
24. The Winner Takes It All
25. Super Trouper
26. Happy New Year
27. Lay All Your Love On Me
28. When All Is Said And Done
29. One Of Us
30. Head Over Heels
31. The Day Before You Came
32. Under Attack

Дополнительное видео:
1. Estoy Sonando
2. Felicidad
3. No Hay A Quien Culpar
4. Dancing Queen (версия 1992 г.)
5. The Last Video

### DVD2: The History + Live in April 1981
The History: документальный фильм, ранее выходивший на видео-диске ABBA GOLD.
Live In April 1981: некоторые песни из последнего концерта ABBA, транслировавшегося ранее по ТВ под названием Dick Cavett Meets ABBA.
Live in April 1981
1. Gimme! Gimme! Gimme! (A Man After Midnight)
2. Super Trouper
3. Two For The Price Of One
4. Slipping Through My Fingers
5. On And On And On

## Чарты
| Чарт (2006)       | Высшая позиция |
| ----------------- | -------------- |
| Дания (Hitlisten) | 6              |